# «Скіфська одіссея»
«Скіфська одіссея» — історична поема-балада Ліни Костенко. Поема була написана в 1983–1986 рр.  і вперше опублікована в книзі «Сад нетанучих скульптур» (Київ, 1987 р.).

## Історичний контекст
На початку 1960–х рр. в селі Піщане на Черкащині у заплаві річки Супій було знайдено залишки човна, рештки кістяка людини та 15 бронзових посудин, оздоблених рельєфним орнаментом. Цей унікальний комплекс датується кін.VI – поч. V ст. до н.е.. Знахідка в Піщаному свідчить про «торговельні й культурні зв’язки землеробського праслов’янського населення цієї території з античними містами, що їх здійснювали дніпровським водним шляхом». В історії, створеній Ліною Костенко, Україна бачиться як частина культури Середземномор'я, на стику двох цивілізацій – західної і східної.

## Сюжет
Головний герой поеми-балади Ліни Костенко «Скіфська одіссея» – молодий грек з Ольвії – два з половиною тисячоліття тому вирушив у плавання Дніпром-Борисфеном у напрямку майбутнього Києва, пізнаючи грецький і скіфський світи Північної Припонтиди – землі нашої України. За Геродотом, у цих краях мешкали «скіфи-землероби».
Сюжет її поеми розгортається за гомерівським взірцем: це справді-таки одіссея, оскільки йдеться про пригоди ольвійського грека у скіфських степах. Він негоціант, цей грек, але в душі трохи й сам Геродот. Допитливий, до всього цікавий ольвійський мандрівник уміє чудуватися, віддаючи належне чужим умінням та звичаям, іншій – не грецькій – красі. 

#### Експозиція
Віднайдення у річці Супій давнього човна з скелетом людини і коштовностями на борту в ХХ столітті.

#### Зав’язка
Давній грек вирушає з рідної Ольвії у далеку Скіфію, щоб дослідити нові землі і знайти додаткові можливості для торгівлі. Дружина не хоче відпускати грека, але він все ж вирушає в дорогу. Разом із ним у далеку путь мандрують декілька друзів-торгівців.

#### Розвиток дії
Пригоди греків, що пливуть Борисфеном вгору по течії. Підйом по Дніпру-Борисфену видався важким. Одного дня греків застала в дорозі гроза і вони ледь встигли заховатись під однією зі скель. Пізніше вони дійшли до Дніпрових порогів. Пройти їх допомогли місцеві племена – вони витягли човни греків і пронесли їх берегом. Коли пороги були позаду, греки рушили в путь. Далі греки причалили до одного з берегів, щоб подивитись як живуть місцеві і втрапили якраз на свято Івана Купала. Гуляли з місцевими племенами усю ніч. Наступного ранку вирушили в дорогу.

#### Кульмінація
Після ще декількох днів плавання дійшли до місця впадіння у Дніпро річечки Супій. Грек-торговець захотів звернути сюди. І хоч як друзі його не вмовляли, та він все ж повернув у Супій. Друзі вирушили далі Дніпром.
Грек приплив до місця якогось поселення, але воно було розграбоване і спалене дотла. Він зрозумів, що справді звернув не туди.

#### Розв’язка
Що насправді сталось з греком – про це вже ніхто не дізнається. Можливо в нього потрапила ворожа стріла, можливо перевернувся човен десь на мілководді. Цю таємницю ховає минуле і сучасникам, що знайшли грека, насправді ніколи не дізнатись як саме він опинився при березі невеличкої річки Супій.

## Проблематика
- проблема історичної пам’яті;
- швидкоплинність людського життя;
- відкриття нового;
- ризик в ім’я відкриття;
- самонадіяність як одна з причин біди[4].

## Критика
Американський перекладач і критик Майкл Найдан, надрукувавши в журналі «Сучасність» (1994, №10) свою статтю «Інші поети в творчості Ліни Костенко», вказав на інтертекстуальні явища в поезії Ліни Костенко. У цьому контексті згадано поему "Скіфи" Олександра Блока. 
«У приватній розмові Ліна Костенко якось підтвердила авторові цієї статті свою давню прихильність до Блока: «Блок — це мій поет»; «з дитинства я люблю Блока». При цьому вона говорила також про свою глибоку неприязнь до блоківської поеми «Скіфи» й нарікала на те, що ніхто не звернув увагу на полеміку з Блоком у її власній поемі «Скіфська одіссея».